# 東京コラリアーズ
東京コラリアーズ（とうきょうコラリアーズ、通称：東コラ）は日本の職業男声合唱団。
1952年2月に、福永陽一郎と畑中良輔によって、「コンサート活動を主目的とした職業合唱団」として結成された。

## 音楽
当初は各パート5人の20人編成であった。労音運動などに支えられて全国各地で数十回の公演を行った他、オペラへの出演、レコーディングでも活躍した。メンバーには音楽学校卒業生のほか、大学男声合唱団出身者で福永、畑中の指導を受けた者もいる。指揮者の北村協一、加藤磐郎、若杉弘や、歌手の立川清登、平野忠彦、世良明良などが在籍していた。
福永はこの団体のために指揮のみならず編曲を行い、男声合唱のレパートリーの拡大に貢献した。東京コラリアーズが初演にたずさわったものには、多田武彦「在りし日の歌」や、黛敏郎「涅槃交響曲」などがある。
1961年に活動を一旦終了。1967年に東宝の専属合唱団として復活したが、活動内容は以前のそれとは異なり、「テレビ時代ミュージカル時代の要請に応じる、うたえて踊れるコーラス」だったという。1969年まで続いた。